# ТЕС Рабіг 1
22°39′13″ пн. ш. 39°2′11″ сх. д. / 22.65361° пн. ш. 39.03639° сх. д.
ТЕС Рабіг 1 — теплова електростанція на західному узбережжі Саудівської Аравії.
В 2013 році на майданчику станції стали до ладу два конденсаційні енергоблоки з паровими турбінами потужністю по 602 МВт.
ТЕС споруджена з розрахунку на спалювання нафти.
Проект реалізували через компанію Rabigh Electricity Company (RABEC), власниками якої є саудійські Acwa Power (40%) та Saudi Electricity (20%) і південнокорейська Korea Electric Power (40%).